# Numa Blanc
Numa Prosper Blanc de Labarthe (* 28. Februar 1816 in Millau; † 9. Februar 1897 in Pau) war ein französischer Zeichner, Maler und Fotograf.

## Leben
Numa Prosper Blanc de Labarthe wurde am 28. Februar 1816 im südfranzösischen Millau geboren. Zunächst versuchte er sich ab der Mitte der 1840er Jahre als Zeichner und Miniaturmaler. Ab 1854 betrieb er in Paris, zuerst in der Rue Richelieu, 60, dann am Boulevard des Italiens, 29 unter dem Namen Numa Blanc & Cie ein Fotoatelier. Er war mit der Sopranistin Madame Numa Blanc verheiratet. In den 1860er Jahren avancierte er zum bevorzugten Porträtfotografen der Literaten, Musiker, Maler und des Adels. Numa Blanc wurde bereits in den frühen 1860er Jahren Hoffotograph von Wilhelm I. Von 1863 bis 1866 betrieb er in den Sommermonaten eine Filiale im Hotel Stephanienbad in Baden-Baden. Weitere Zweigateliers unterhielt er in den 1870er Jahren in Nizza, Cannes, Aix-les-Bains und Pau. In Baden-Baden und Nizza nahm die Gattin Engagements war. 1866 wurde er als Nachfolger von Disdéri und Vorgänger von Nadar (1879) Fotograf der Pariser Oper. Rossini schenkte seine Fotos Freunden und Besuchern. 1867 war Numa Blanc offizieller Fotograf der Weltausstellung Paris und betrieb eine Galerie auf dem Ausstellungsgelände.
Numa Blanc verlegte sich insbesondere in Baden-Baden zusätzlich auf hochwertige Stadt- und Gebäudeansichten, Interieurs sowie Landschafts- und Genreaufnahmen aus dem Schwarzwald. Dazu kamen als einfachere Erinnerungsstücke Kleinfotografien im CDV-Format und Stereokarten. Das Zweigatelier in Baden-Baden wurde 1866/67 von Wacquez et Radiguet übernommen und weitergeführt. 1869 assoziierte sich Numa Blanc in Paris mit dem Fotografen Langerock, dem er das dortige Atelier 1875 verkaufte. Von Langerock (mit der Marke Langerock, Successeur de Numa Blanc) übernahm der Sohn André François Blanc de Labarthe (1849–1922) den Betrieb, den er unter dem Namen Numa Blanc Fils  mit Filialen in Aix-les-Bains, Nizza, Cannes (mit der Marke Villa Numa Blanc, erbaut 1895), Monte-Carlo, Scarborough und Pau weiterführte. Da der Name Numa Blanc auch nach 1875 als Marke gebraucht wurde, werden die Aufnahmen von Vater und Sohn, sowie deren Angestellte und Nachfolger oft verwechselt. Auch der Sohn verlegte sich ab 1879 ebenfalls auf die Malerei und signierte mit Numa Blanc.
Numa Blanc de Labarthe erhielt auf den Weltausstellungen von Paris (1855), London (1862) und Wien (1873) Preismedaillen. Am 9. Februar 1897 verstarb Numa Blanc in Pau.

## Portraitaufnahmen

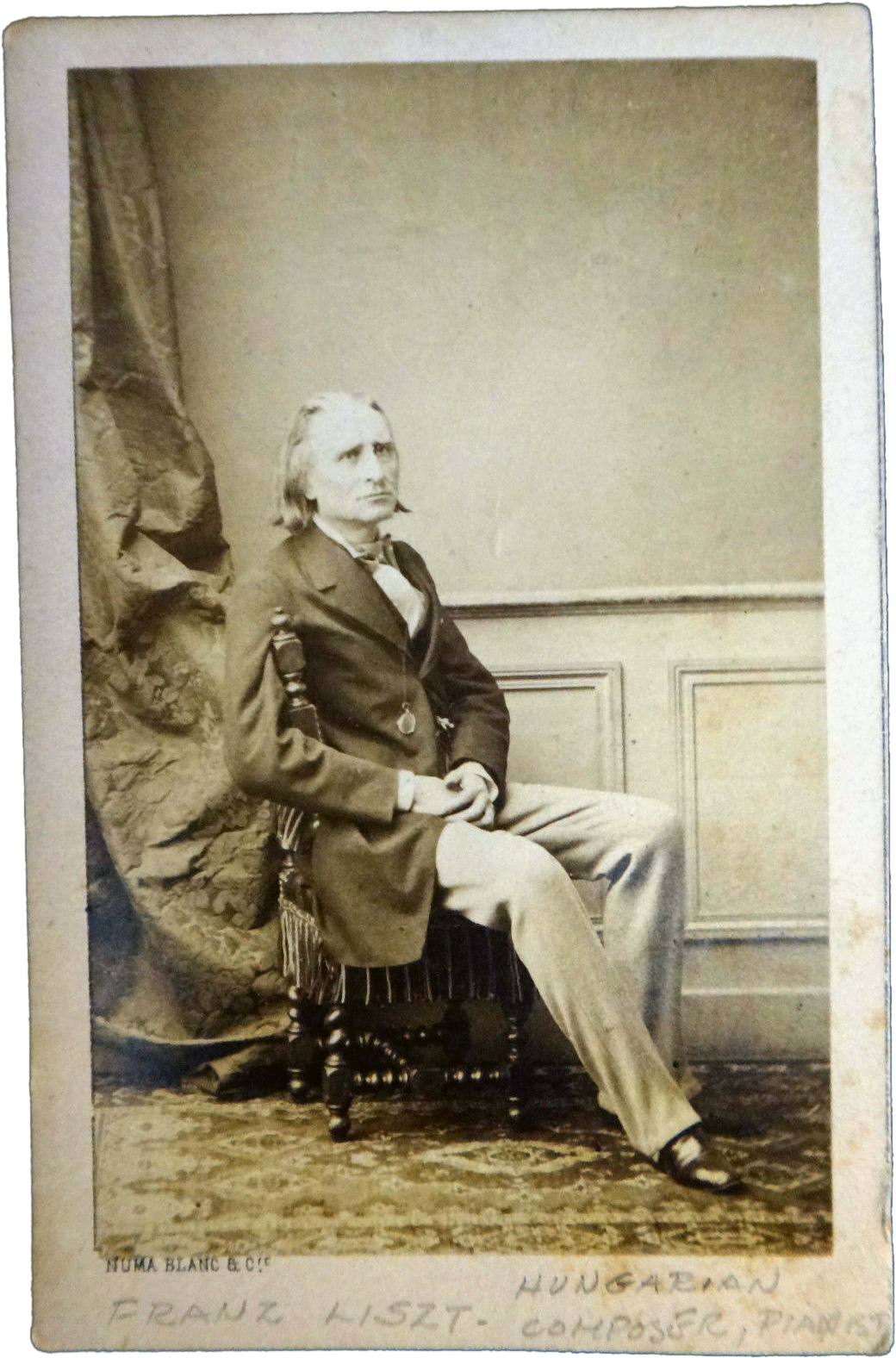
Franz Liszt, Carte de Visite um 1860
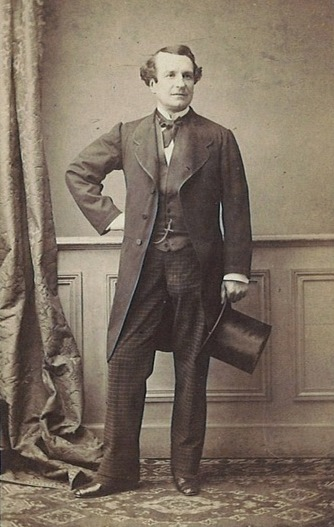
Joseph Antone Couderc, Carte de Visite um 1860
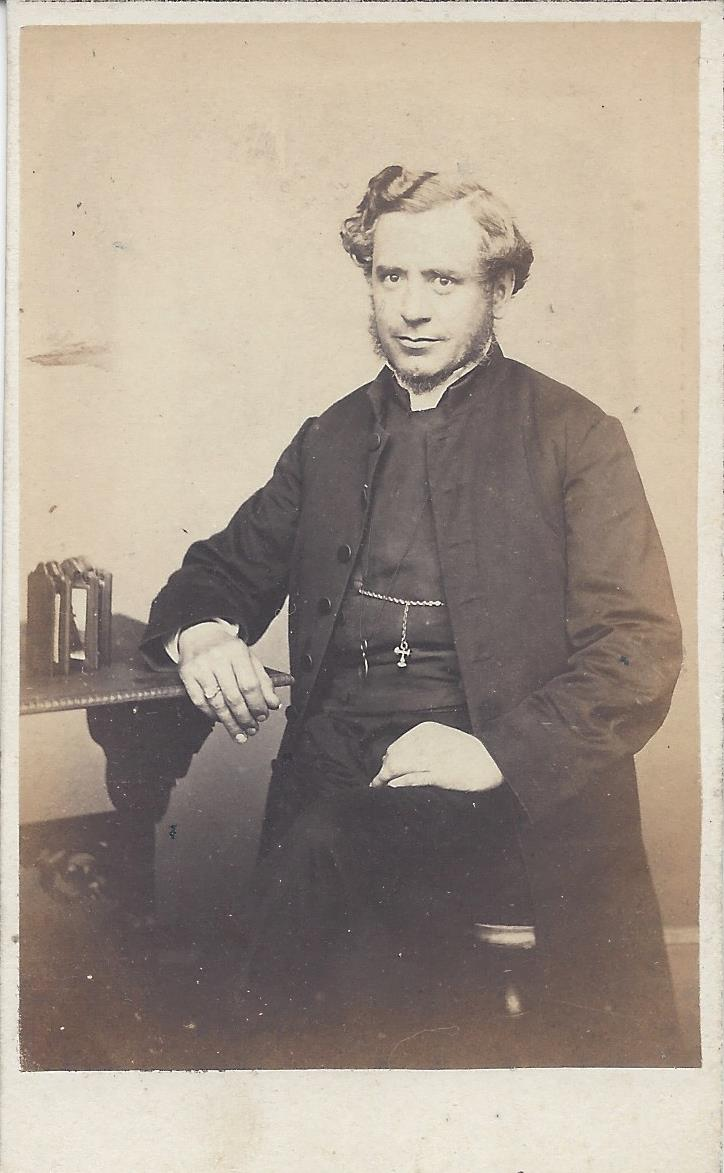
Mr. J. Lowe, Carte de Visite um 1860
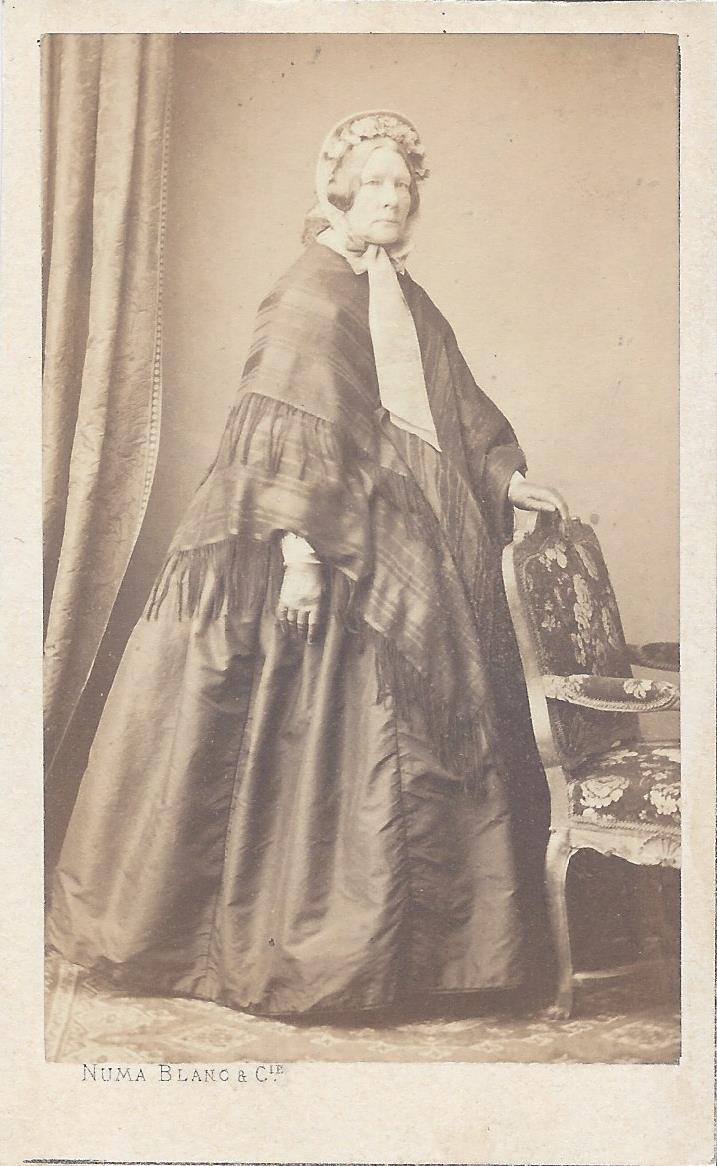
Frauenporträt, Carte de Visite vor 1863
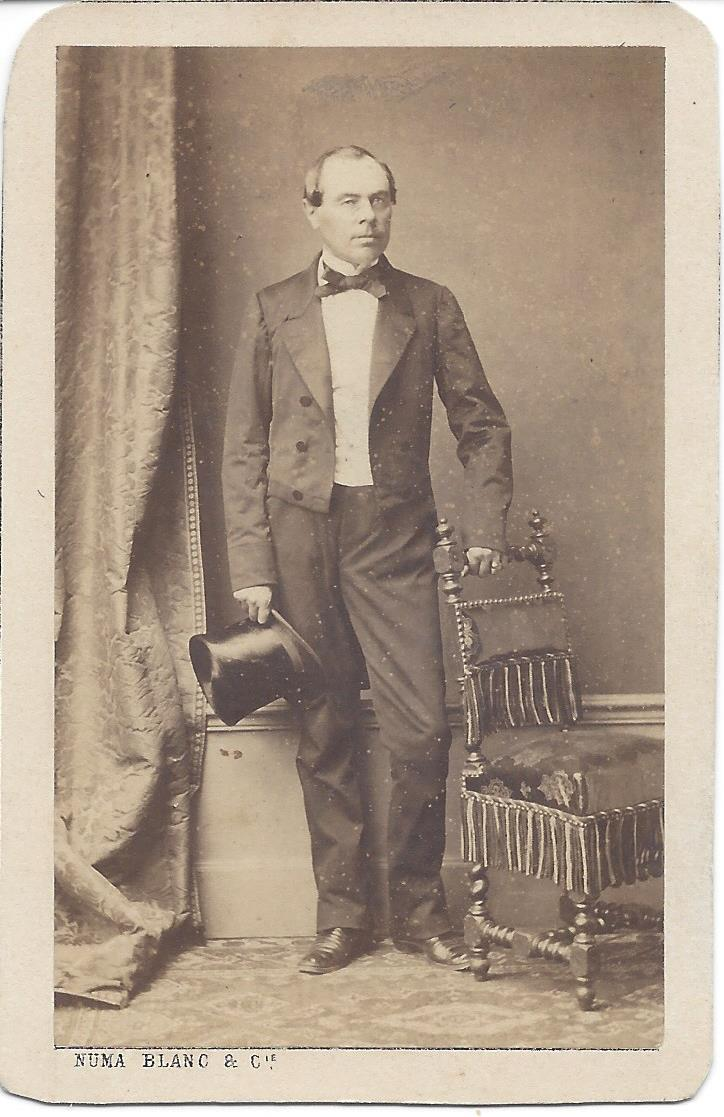
Herrenporträt, Carte de Visite vor 1863

## Baden-Baden und Umgebung, 1863

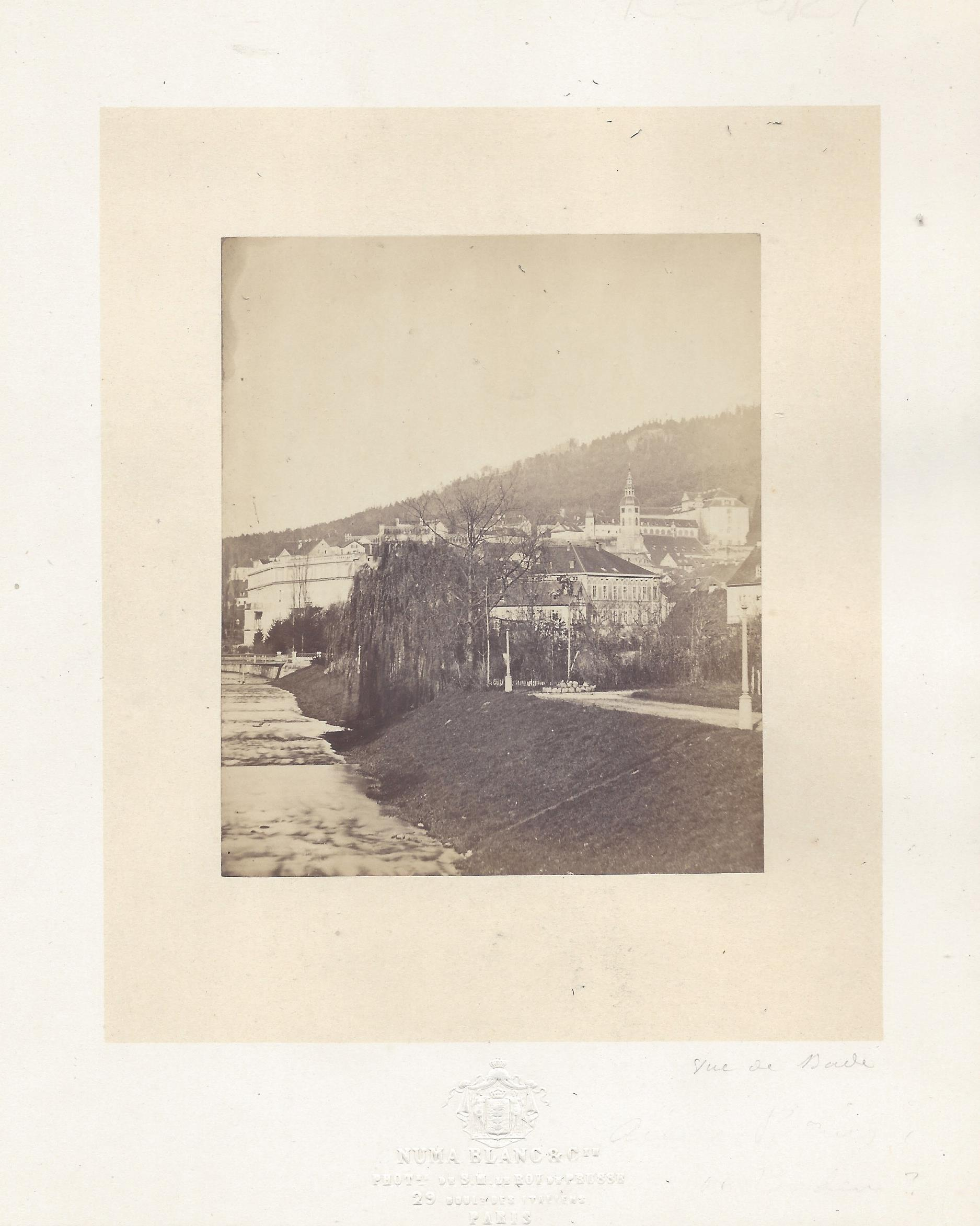
Vue de Bade
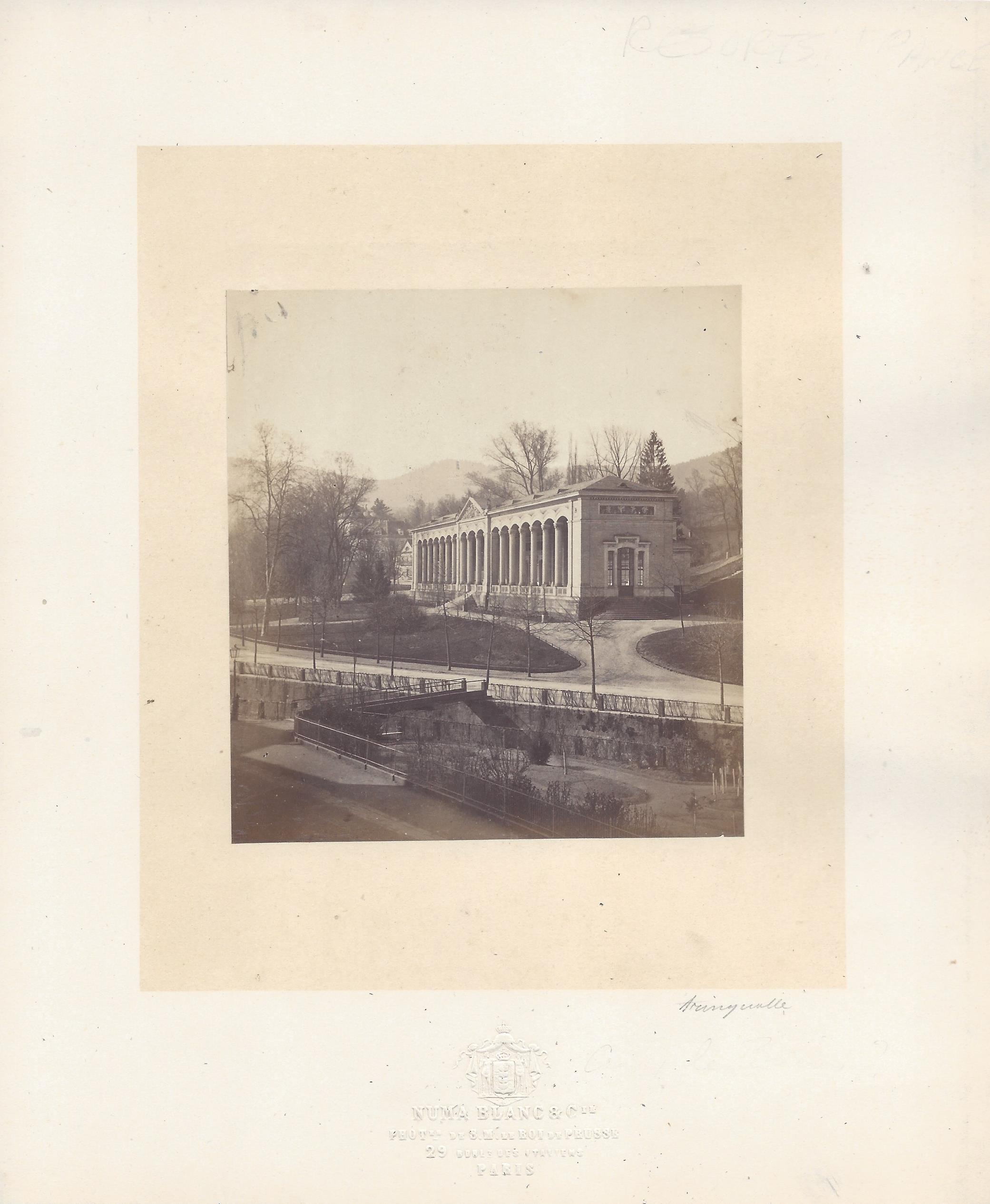
Trinkhalle
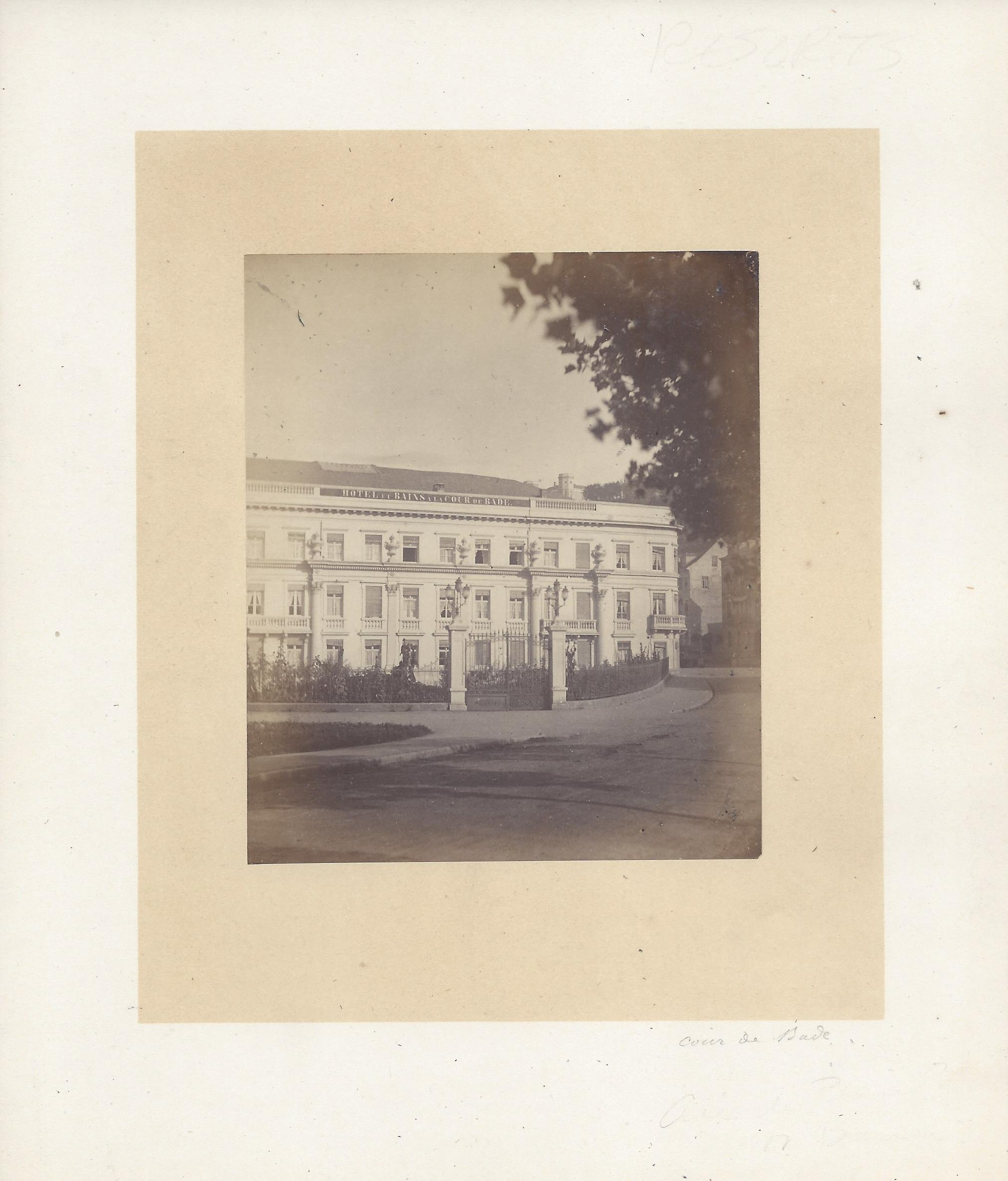
Hotel Cour de Bade
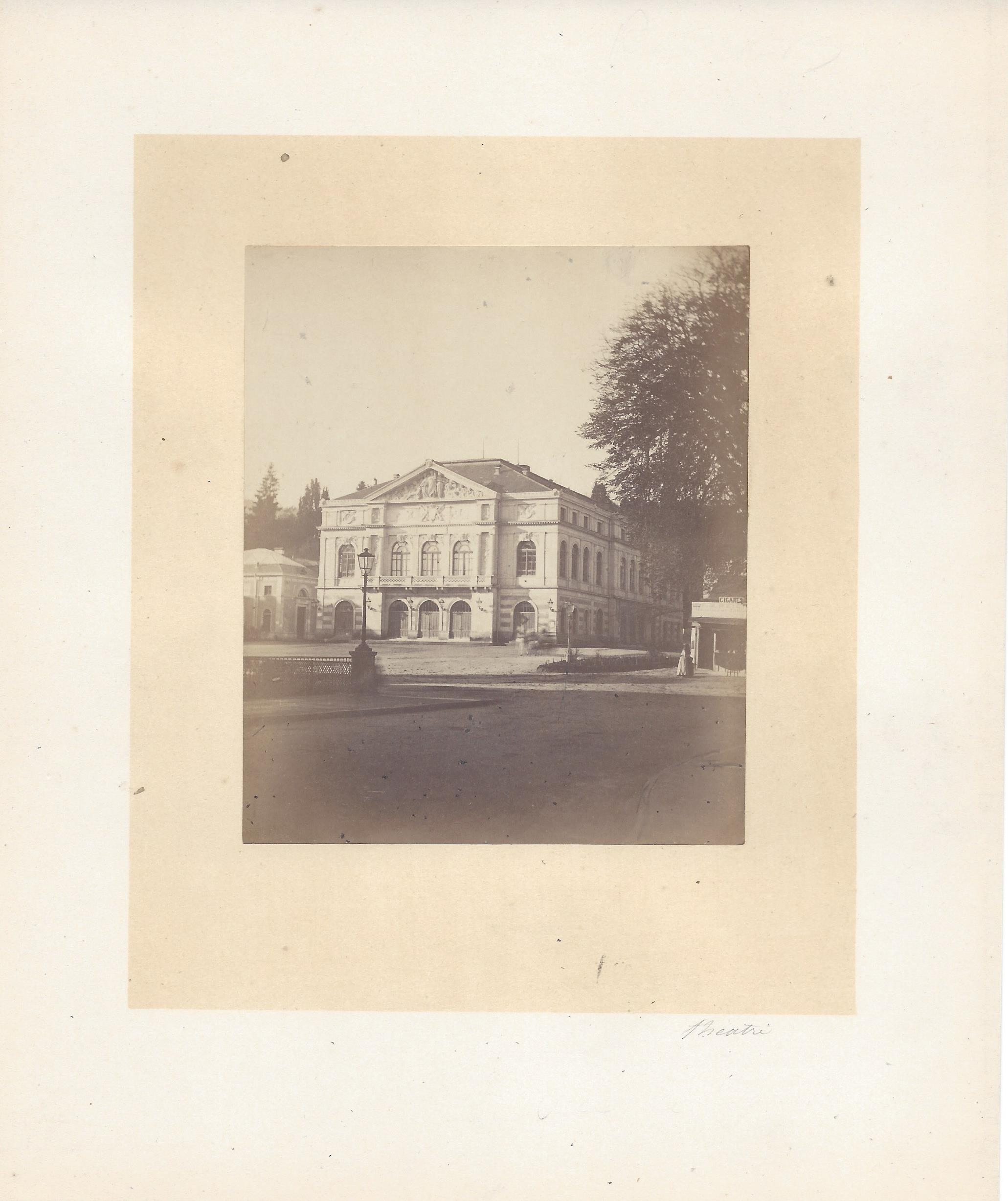
Théâtre
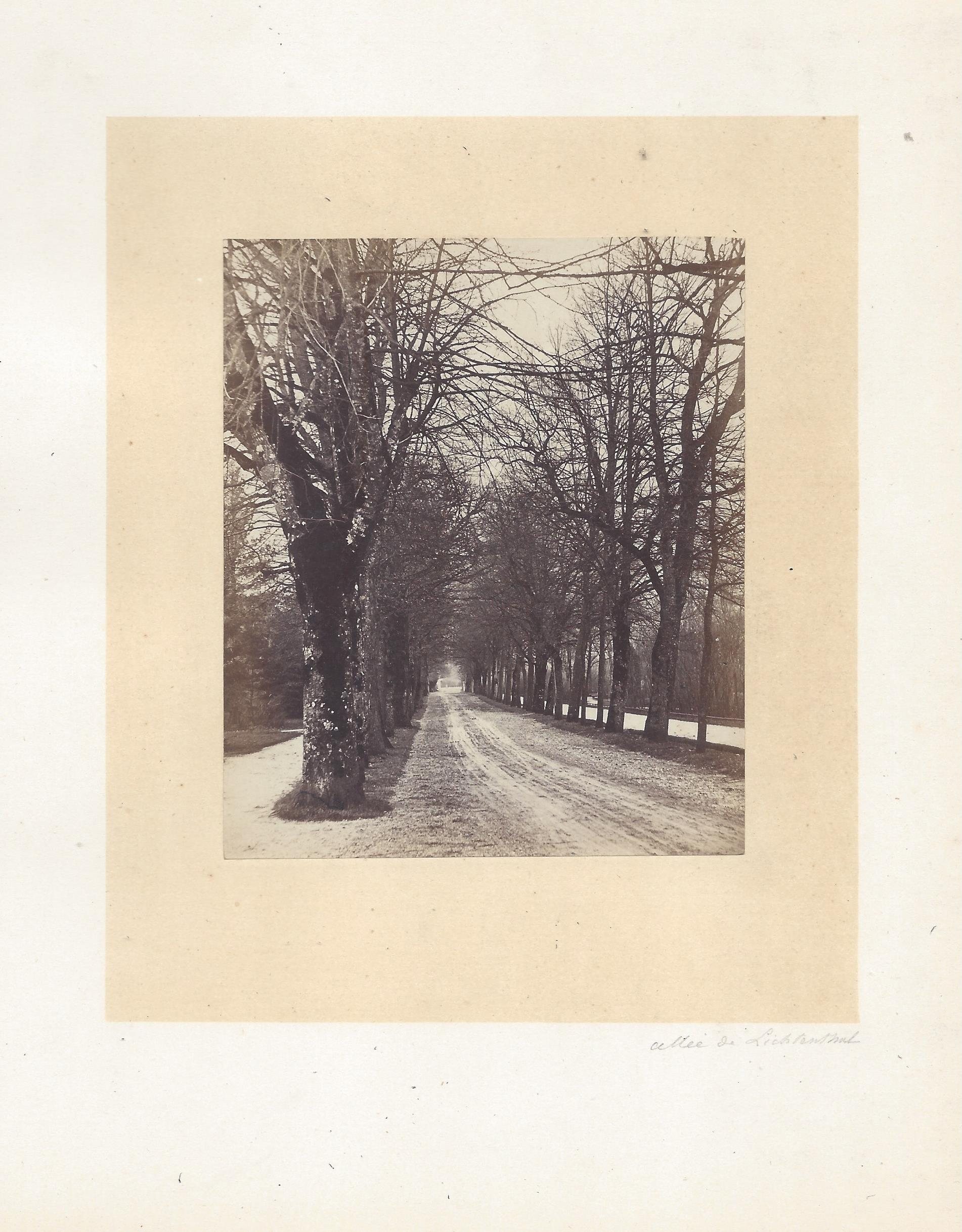
Allée de Lichtenthal
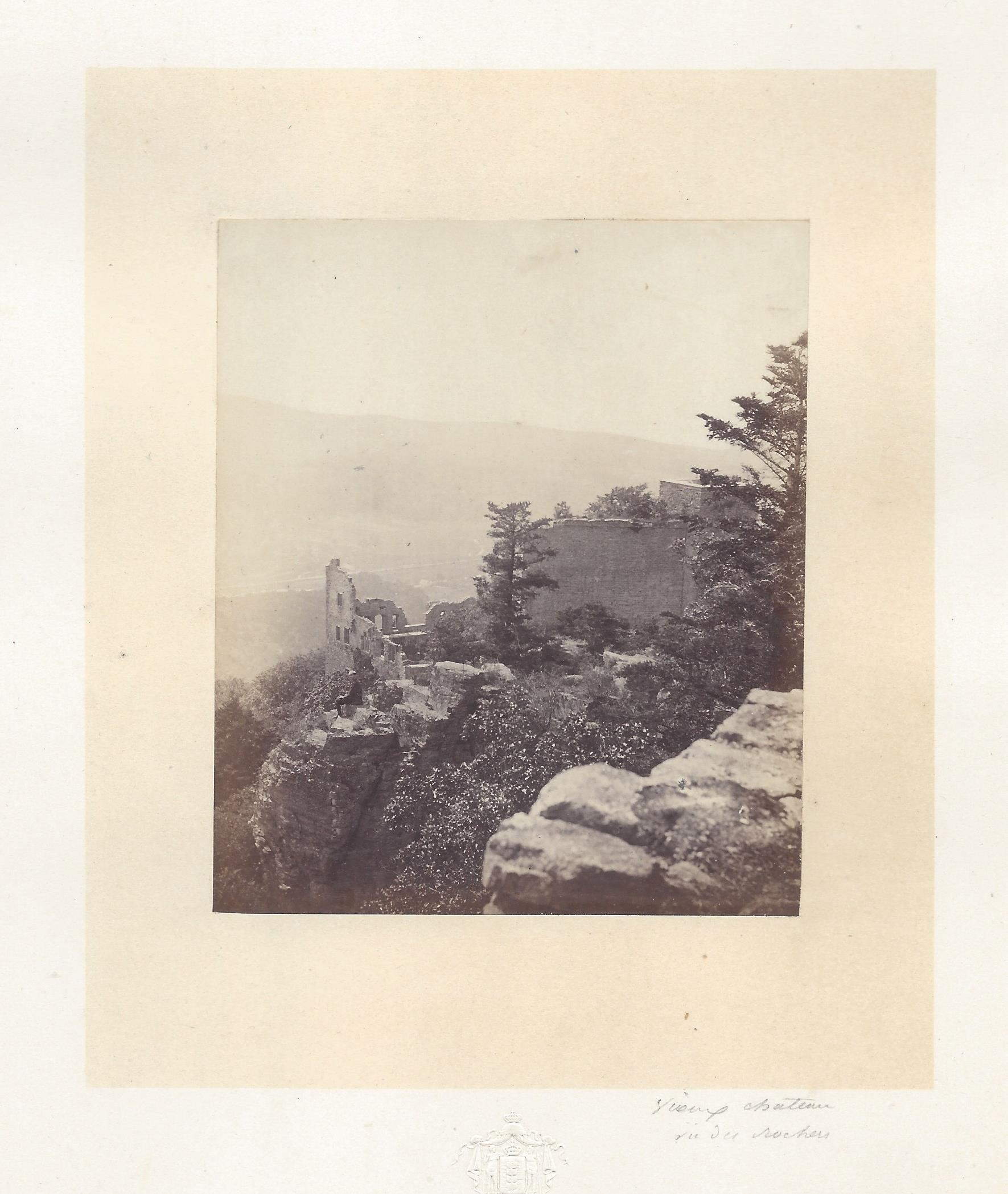
Vieux château vue des rochers
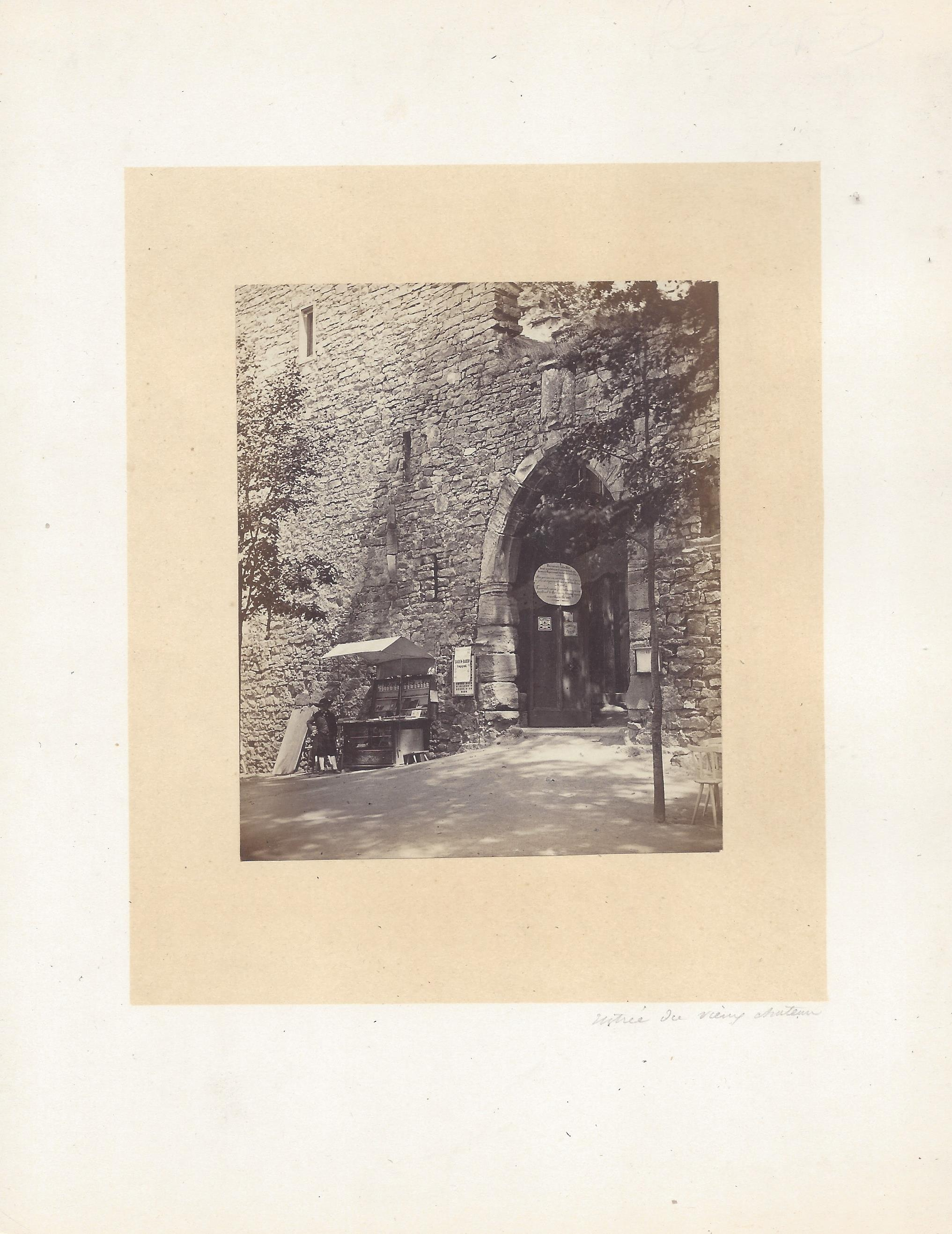
Entrée du vieux château
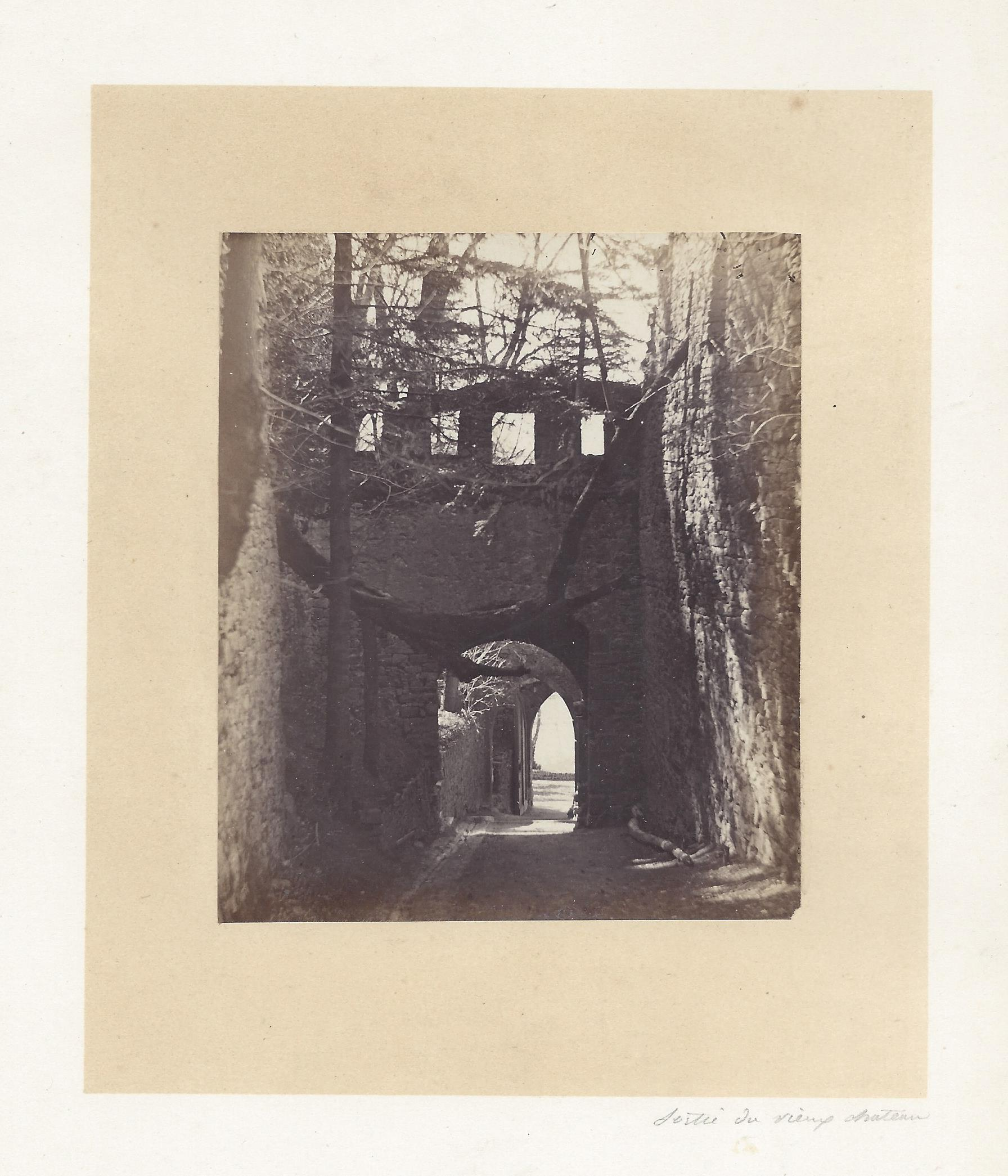
Sortie du vieux château
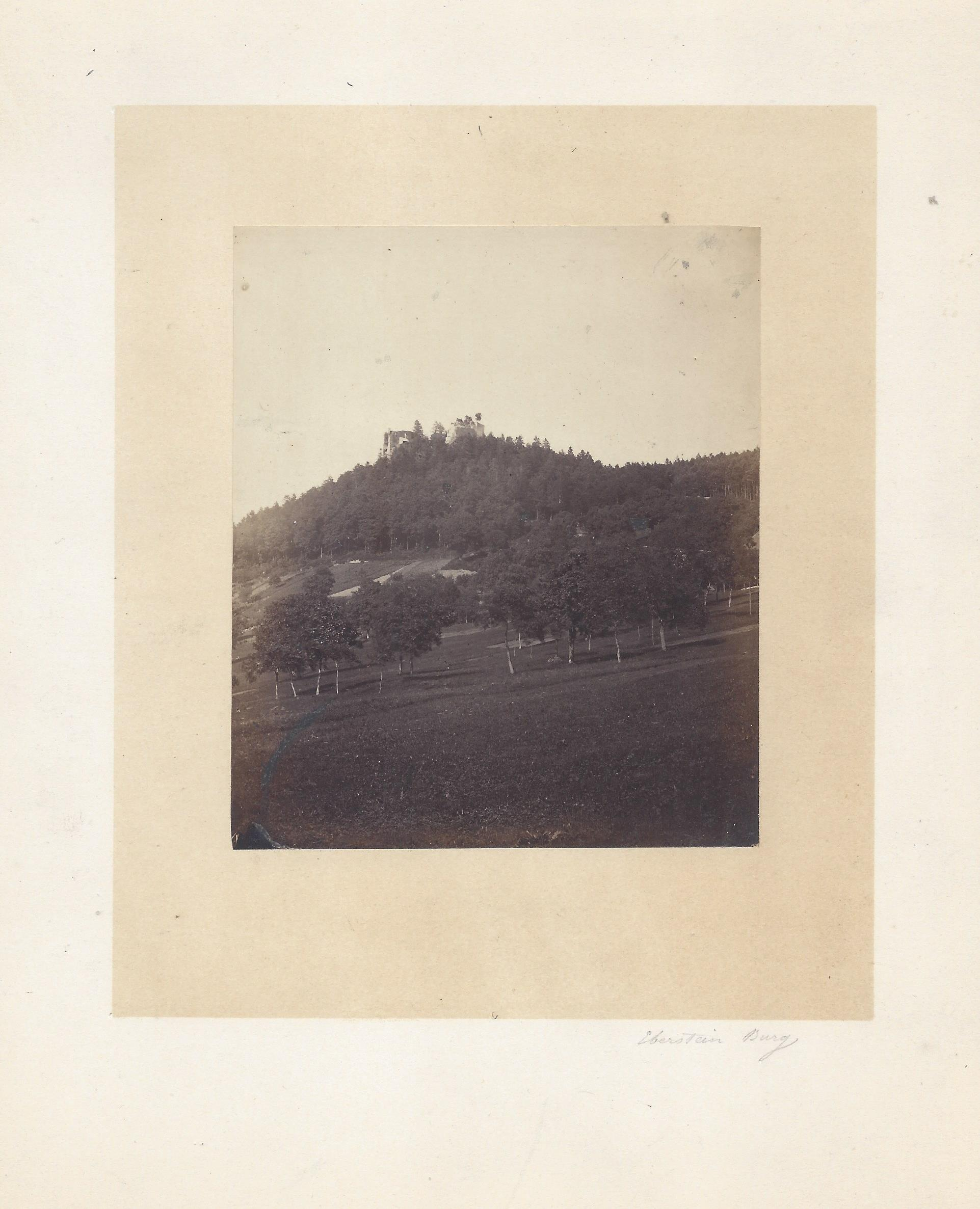
Eberstein Burg
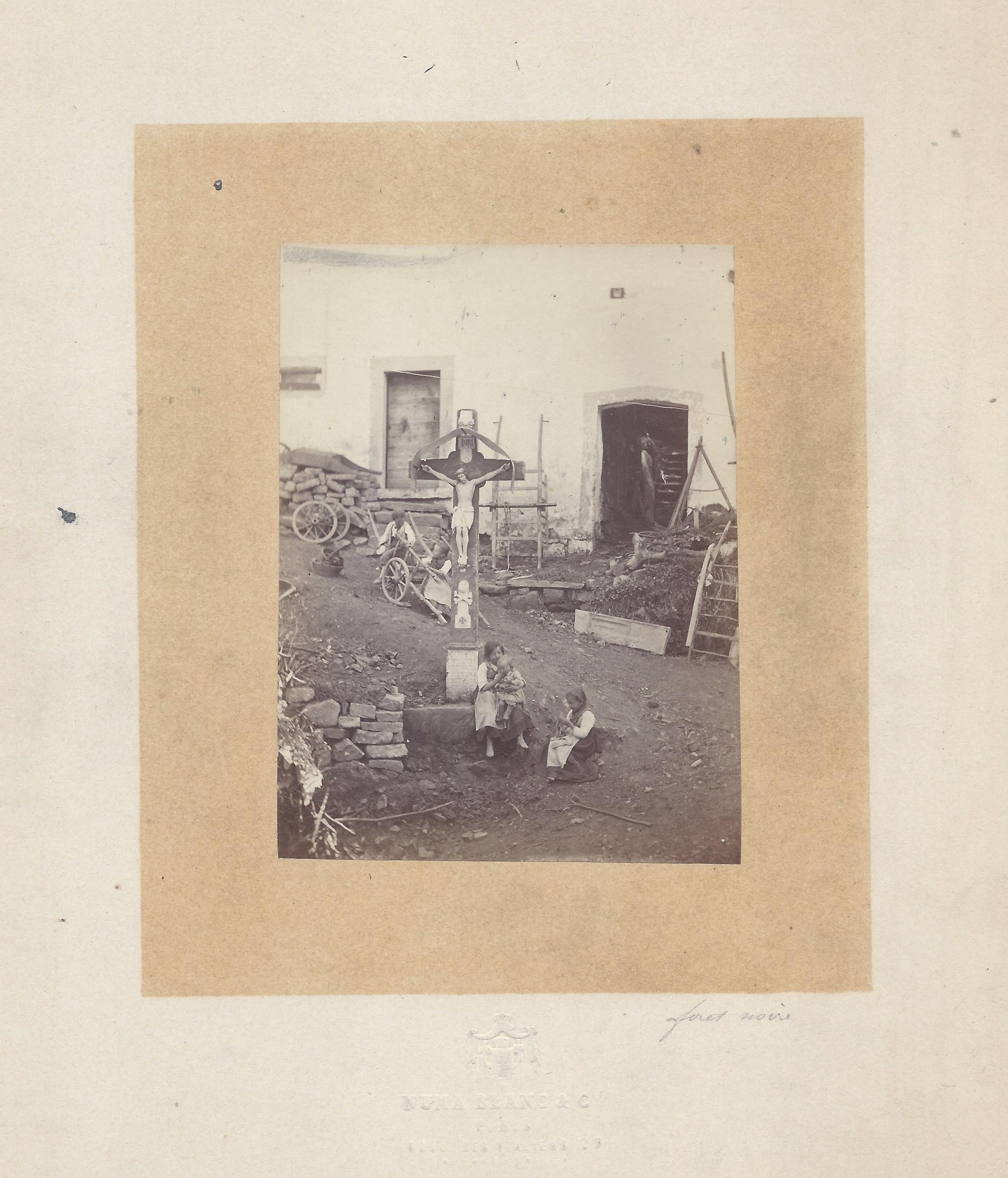
Foret noire, vermutlich Antogast im Renchtal
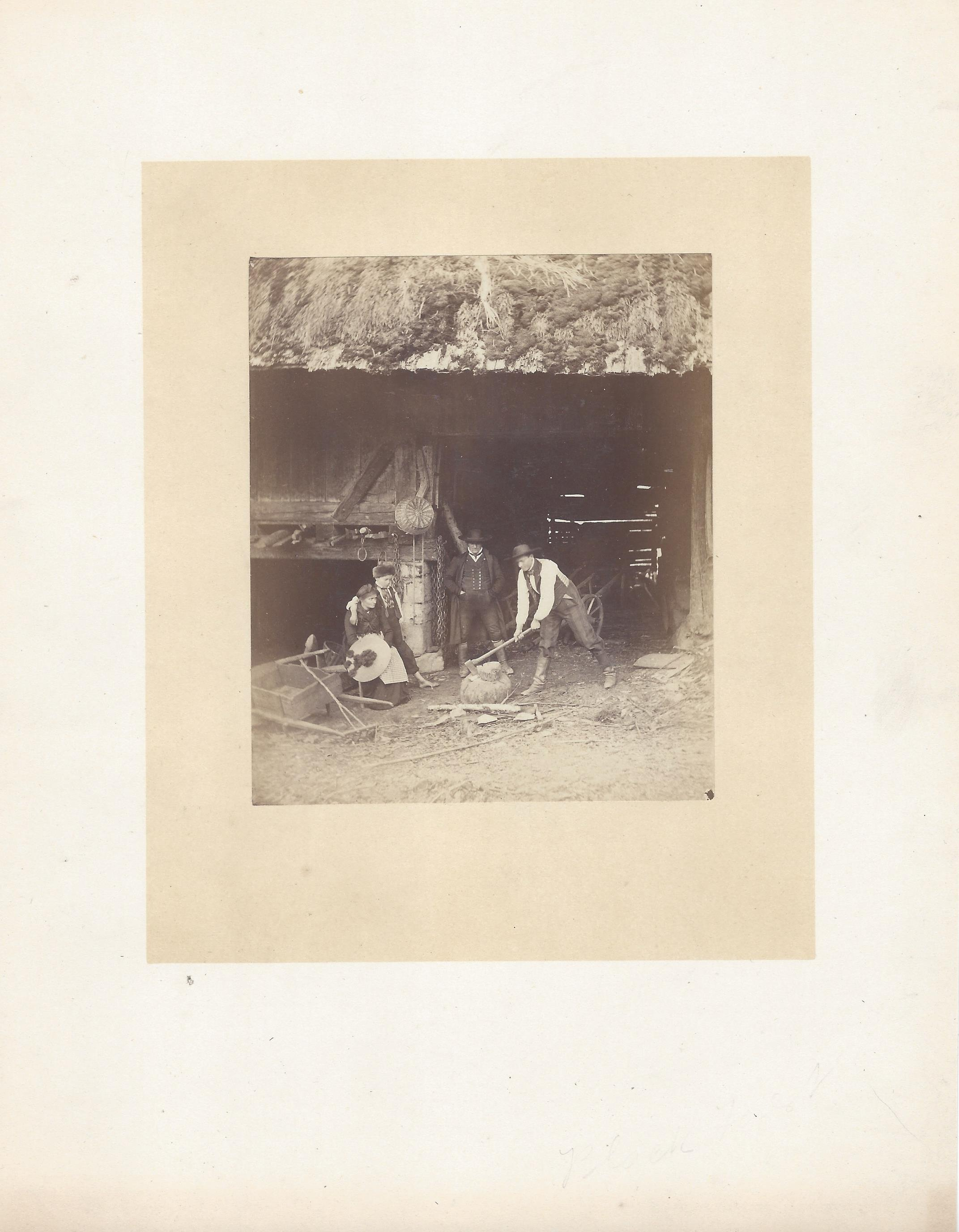
Foret noire, Antogast im Renchtal
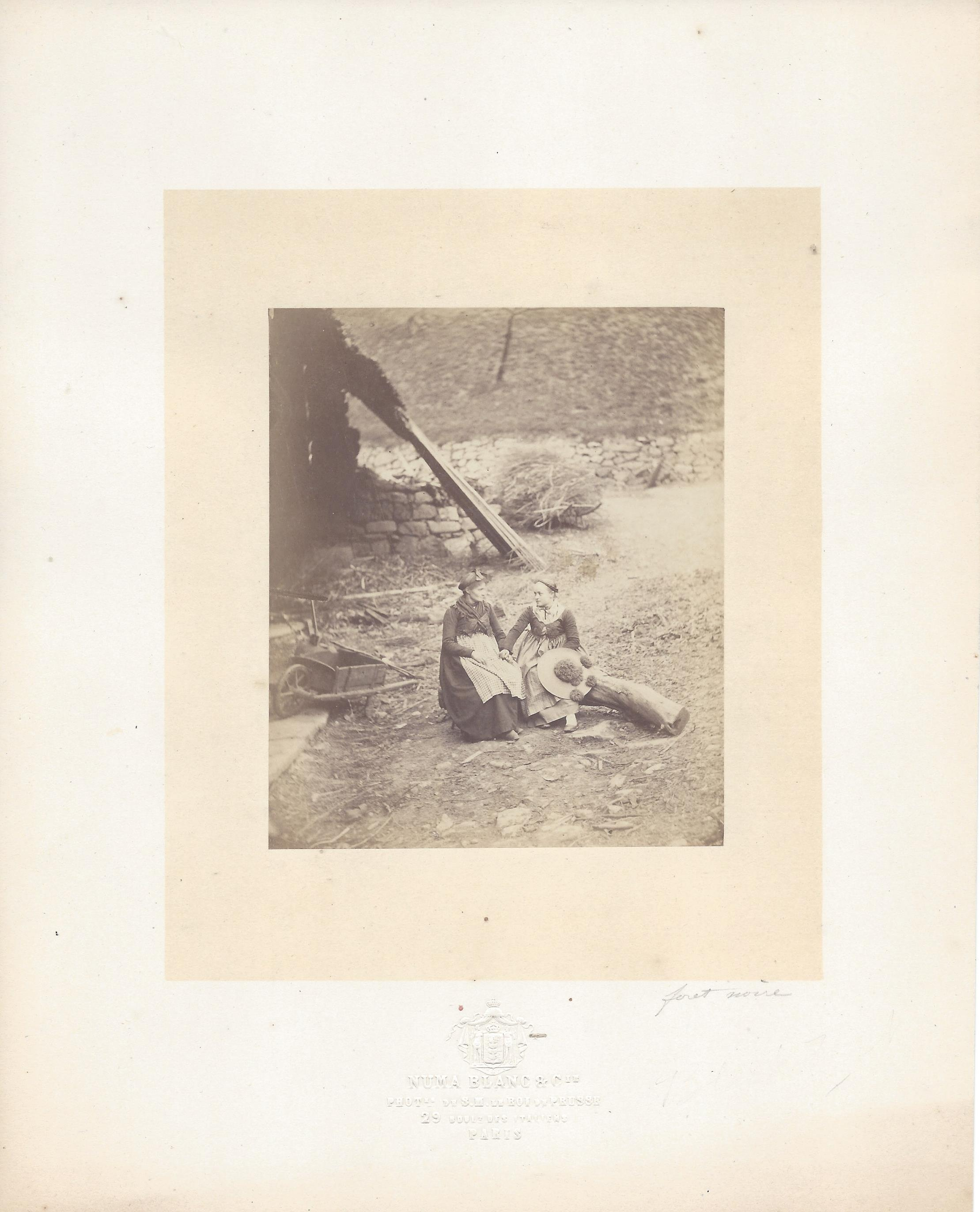
Foret noire, Antogast im Renchtal
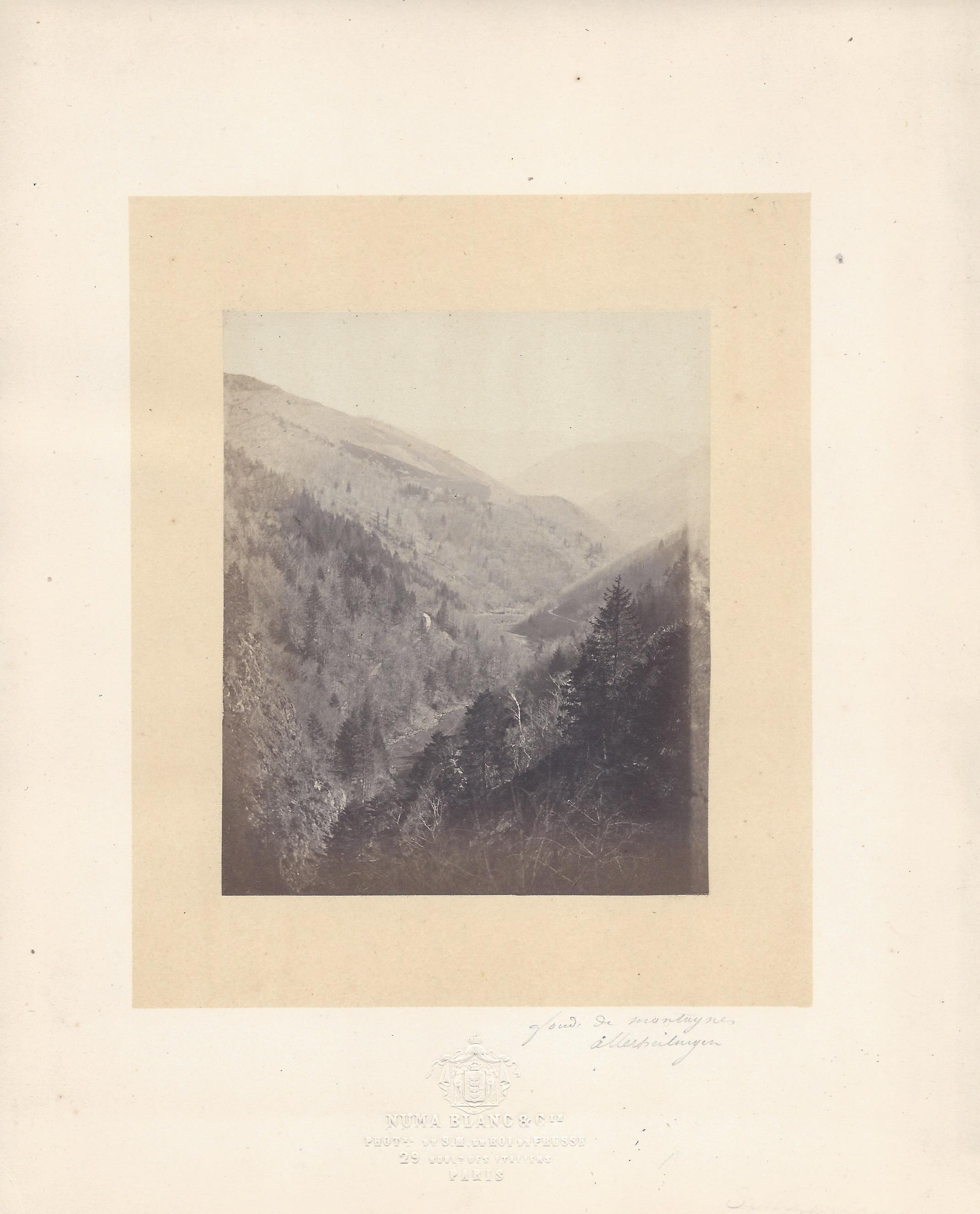
Lierbachtal
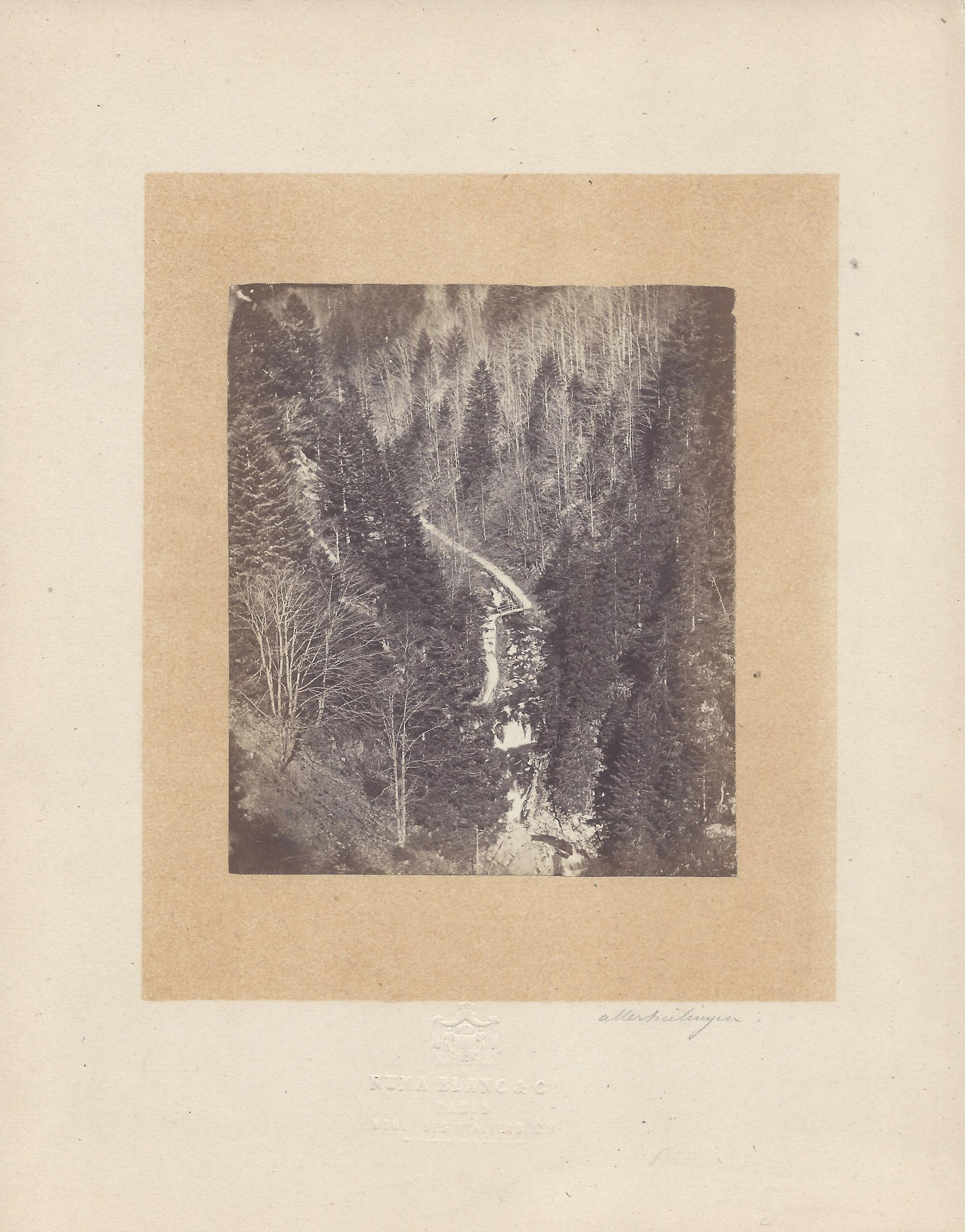
Wasserfälle-Allerheiligen
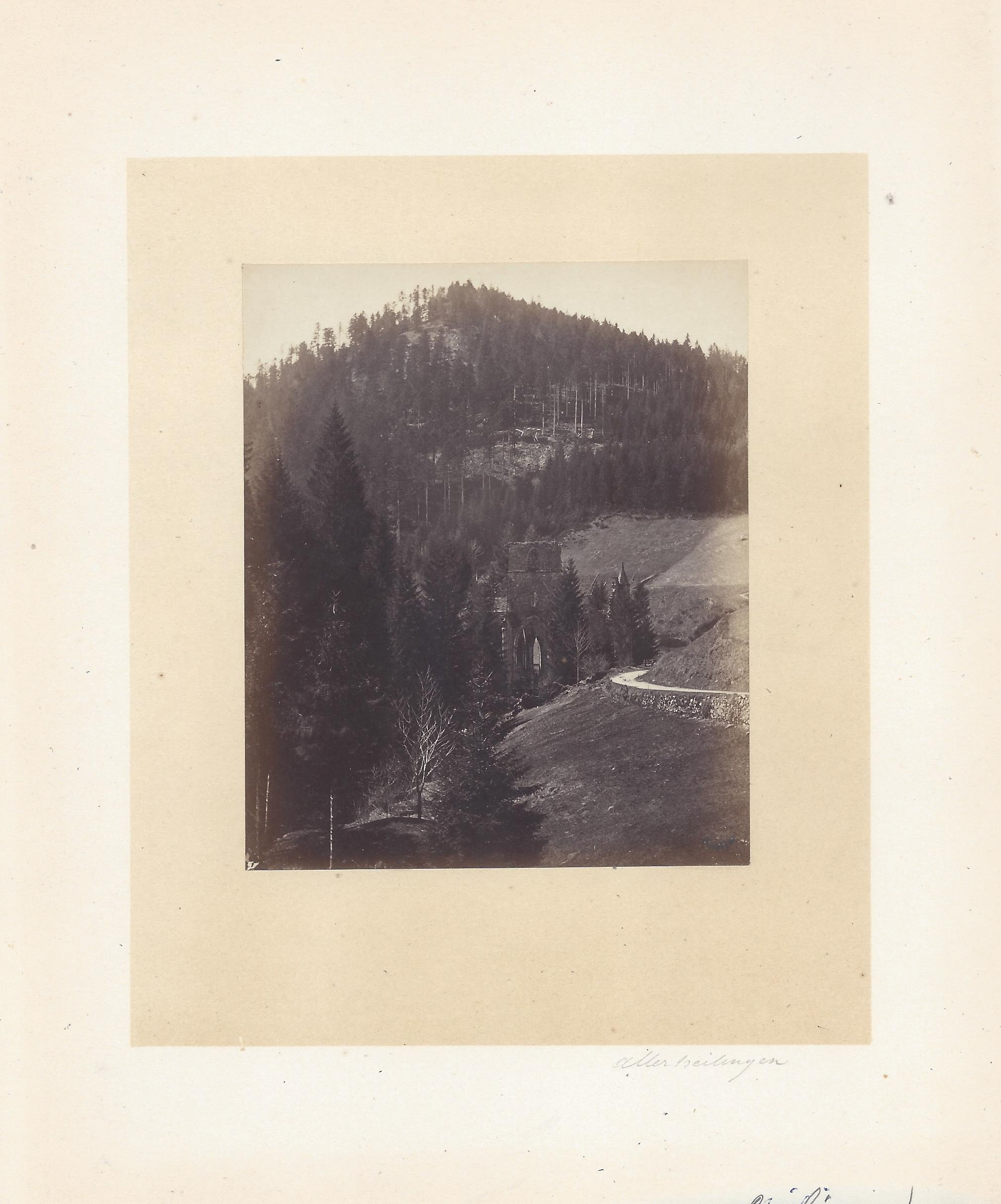
Klosterruine Allerheiligen

## Veröffentlichungen
- Numa Blanc: Nouveaux salons de Bade. Zwölf Albuminabzüge von Interieurs aus Baden-Baden in einer Mappe um 1864.
- Numa Blanc et al.: Portraits of members of the upper classes in Baden-Baden, St. Petersburg and Paris um 1865.